# Schwangerbach (Reyersviller)
pour la rivière, voir Schwangerbach.
Schwangerbach est un écart de la commune de Reyersviller, dans le département de la Moselle.

## Géographie

### Localisation
Avec ses modestes maisons dispersées en ordre lâche, le petit village de Reyersviller s'étire dans la longue et verdoyante vallée du Schwangerbach. En plein cœur du pays couvert, la localité se situe à deux kilomètres seulement au sud-ouest de la ville de Bitche. Le patrimoine religieux du village est important, puisqu'il possède  plusieurs croix de chemin et calvaires dont notamment la croix de type Bildstock érigé au XVIIe siècle.

## Toponymie

### Village
Le hameau tient son nom du cours d'eau qui le traverse, le Schwangerbach, signifiant littéralement la rivière enceinte. Prenant la direction de l'ouest, il traverse de part en part le long village de Reyersviller, avant de se diriger vers le village voisin de Siersthal. Il conflue alors au centre du bourg avec le ruisseau de Schwalb, arrivant de Lambach, pour prendre la direction du nord et de l'Allemagne.

### Lieux-dits
- Schoenthal.
- Speckkopf.
- Spitzberg.
- Wolfsbronn et sa maison forestière[2].

## Politique et administration

### Situation administrative
Du point de vue administratif, le village est une annexe de la commune de Reyersviller qui fait partie du canton de Bitche depuis 1790.

## Population et société

### Cultes
Du point de vue spirituel, le village constitue tout d'abord une succursale de la vaste et ancienne paroisse de Schorbach. Lors de la réforme des circonscriptions ecclésiastiques de 1802, il devient annexe de celle de Bitche et ce jusqu'en 1863, date de son rattachement à la nouvelle paroisse autonome du village de Reyersviller, placée dans l'archiprêtré de Bitche, qui est calqué sur le canton.

## Culture locale et patrimoine

### Lieux et monuments
La croix de type Bildstock, une des plus anciennes du pays de Bitche, si ce n'est la plus ancienne, se trouve sur la route reliant Bitche à Lemberg. Située dans l'écart de Schwangerbach, cette croix date des années 1680. Elle commémore l'assassinat en ce lieu d'Adam Greiner, perpétré en 1680, « sur le grand chemin de Bitche ». La partie sommitale, légèrement élargie, se termine en mitre, et l'inscription occupe toute la surface du fût, sous l'emplacement d'une petite niche qui abritait autrefois une statuette. En grès sculpté, elle porte l'inscription IHS crucifère. La croix est à comparer avec celle située dans la grande rue de Lemberg.

### Patrimoine naturel
Un site naturel remarquable se situe à proximité du hameau, géré par le Conservatoire des sites lorrains. La pelouse sableuse du Schwangerbach, à Reyersviller, possède en effet un profil très caractéristique de ce milieu se développant sur sol sableux, tant dans son aspect global que dans les espèces présentes. Son entretien par des pratiques agricoles extensives s’est maintenu jusqu’à nos jours et a favorisé ainsi la pérennité du milieu et de son ensemble de plantes dites psammophiles, c’est-à-dire qui sont liées aux sols sableux. Son aspect est très dégagé et la végétation y est rase. En Lorraine, les pelouses sableuses ne se rencontrent que dans le département de la Moselle. Ces landes et pelouses, dites acides, sont très rares. Leur implantation dans le nord-est de la France permet de soumettre les espèces qu’elles abritent au climat continental.